# Miré
Miré – miejscowość i gmina we Francji, w regionie Kraj Loary, w departamencie Maine i Loara.
Według danych na rok 2010 gminę zamieszkiwały 1024 osoby, a gęstość zaludnienia wynosiła 57 osób/km².